# San Pablo Ixquitlán
San Pablo Ixquitlán är en ort i Mexiko, tillhörande kommunen San Martín de las Pirámides i delstaten Mexiko. San Pablo Ixquitlán ligger i den centrala delen av landet och tillhör Mexico Citys storstadsområde. Orten hade 1 928 invånare vid folkmätningen 2010 och är näst största ort i kommunen.